# Dareka no Chijōe
Dareka no Chijōe (ダレカの地上絵, "Pessoa Geoglifo") é o segundo álbum de estúdio da banda de rock japonês Aqua Timez. Foi lançado em 21 de novembro de 2007 e alcançou a posição de número 2 no ranking da Oricon.
Dareka no Chiōje gerou três singles. O primeiro foi "Shiori", usado em comerciais para o Cider Mitsuya. O segundo single, "Alones," é mais conhecido por ser o tema de abertura da sexta temporada da série de anime Bleach. O último single foi "Chiisana Tenohira". Todos os três singles foram liberados antes do lançamento do álbum completo.

## Faixas
1. "Isshun no Chiri" (一瞬の塵, A poeira de um Momento)
2. "Sekai de Ichiban Chiisa na Umi Yo" (世界で一番小さな海よ, Menor Mar do Mundo)
3. "Shiori" (しおり, Marcador)
4. "Chiisana Tenohira" (小さな掌, Pequena Palmeira)
5. "B with U" ([B com U] Erro: {{japonês}}: o texto tem marcação itálica (ajuda))
6. "Pivot" (ピボット, Eixo)
7. "Hakuchuumu (interlude)" (白昼夢, Sonhar Acordado)
8. "Aki no Shita De" (秋の下で, Sob o Outono)
9. "Alones"
10. "Rankiryuu" (乱気流, Turbulência)
11. "Garnet" (ガーネット, Granada)
12. "Boku no Basho ～evergreen～" (僕の場所 ～evergreen～, Meu Lugar - sempre verde -)
13. "Yume Fuusen (yurikago version)" (夢風船, Balão do Sonho (versão base))
14. "Hana ~Evalasting~"  (Flor - faixa escondida -)